# Джоузеф Инграхам
Джоузеф Инграхам (на английски: Joseph Ingraham) (1762 – 1800) е американски военноморски офицер, изследовател.

## Ранни години (1762 – 1786)
Роден е през 1762 година в Бостън, Масачузетс, САЩ. Взема участие във Войната за независимост (1775 – 1783) на американските колонии, по време на която е пленен от англичаните и прекарва няколко години в плен.

## Околосветски плавания (1786 – 1793)

### Първо плаване (1786 – 1789)
През 1786 е помощник-капитан на Джон Кендрик, с когото извършват плаване до северозападната част на Тихия океан за закупуване и търговия с ценни животински кожи.

### Второ плаване (1790 – 1793)
На 16 септември 1790 г., вече като командир на кораба „Надежда“ („Hope“), извършва ново плаване до северозападното крайбрежие на Северна Америка със същата търговска цел – търговия с кожи.
На 26 януари 1791 заобикаля нос Хорн, а от 14 до 19 април открива северната група на Маркизките о-ви – Уа Поу (106 км2, 9°24′ ю. ш. 140°04′ з. д. / 9.4° ю. ш. 140.066667° з. д.), Уа Хука (83,4 км2, 8°54′ ю. ш. 139°33′ з. д. / 8.9° ю. ш. 139.55° з. д.), Нуку Хива (339 км2, 8°52′ ю. ш. 140°08′ з. д. / 8.866667° ю. ш. 140.133333° з. д.), Еиао (43,8 км2, 8°00′ ю. ш. 140°42′ з. д. / 8° ю. ш. 140.7° з. д.), Моту Оне (1 км2, 7°51′ ю. ш. 140°23′ з. д. / 7.85° ю. ш. 140.383333° з. д.) и Хатуту (6,4 км2, 7°55′ ю. ш. 140°34′ з. д. / 7.916667° ю. ш. 140.566667° з. д.), като ги нарича о-вите Вашингтон.
След като посещава Хавайските о-ви достига до западното крайбрежие на Канада, където закупува голямо количество кожи, през октомври 1792 пресича Тихия океан, продава кожите в Китай и през Индийския и Атлантическия океан през 1793 се завръща в Бостън.

## Следващи години (1793 – 1800)
След завръщането си от околосветското плаване продължава да служи във военноморския флот до 1799. През есента на 1800 търговския кораб, на който плава изчезва безследно във водите на Атлантическия океан.